# Niels Jørgen Thøgersen
Niels Jørgen Thøgersen (født 22. januar 1945) er en dansk embedsmand, der har arbejdet for EU og er formand for Europeans Throughout the World

## Baggrund
Han havde sin barndom i Nørager og gik sidenhen på Grynderup Skole. Han er uddannet cand.scient.pol. fra Aarhus Universitet i 1970.

## Karriere
Han var fra 1973 til 2005 ansat ved EU-Kommissionen – de første 15 år som leder af EU's kontor i Danmark. De sidste 18 år var han Director of Communications i Kommissionen i Bruxelles.